# Iqbal i el superxip
Iqbal i el superxip (originalment en danès, Iqbal og superchippen) és una pel·lícula danesa del 2016, dirigida per Oliver Zahle i amb els intèrprets Hircano Soares, Liv Leman Brandorf, Arien Takiar i Sara Masoudi com a papers principals. A la història, l'Iqbal descobreix un xip màgic que li permet desbaratar els plans de dos delinqüents que volen robar el petroli de la zona on viuen. Pel·lícula d'aventures, està basada en el llibre de Manu Sareen. La versió doblada al català es va estrenar el 2018 amb la distribució de Paycom Multimedia.

## Repartiment
- Hircano Soares com a Iqbal Farooq
- Liv Leman Brandorf com a Sille
- Arien Takiar com a Tariq
- Ellie Jokar com a mare
- Rasmus Bjerg com a Jens 'Æselmand' Ebbesen
- Andreas Bo Pedersen com a Ebbe 'Svinet' Ebbesen
- Martin Brygmann com a Jeppe
- Ditte Hansen com a Jeanette
- Dar Salim com a Rafiq
- Birthe Neumann com a alcaldessa
- Stig Hoffmeyer com a Fabricius
- Runi Lewerissa com el pare
- Zlatko Buric com a Baba
- Torben Zeller com el Sr. Wiibrandt
- Patricia Schumann com a Tanja